# Ugariti nyelv
Az ugariti nyelv a sémi nyelvek kihalt önálló ága, a szűkebb rokonság (kánaáni nyelv és arámi nyelv) legidősebb változata. Használata az i. e. 14. század elejétől bizonyított, és Ugarit i. e. 1180–1170 körüli elpusztulásáig követhető. 1928-ig teljesen ismeretlen volt, ekkor Rasz-Samra feltárásával kerültek elő a helyi – mint később kiderült, ugariti – levéltár dokumentumai. Más helyről egyelőre ismeretlen, mert saját nyelvükön és saját írásrendszerükkel (ugariti ábécé) csak helyben írtak. A nemzetközi diplomáciában az akkor elterjedt akkádot használták. Amióta az ugariti nyelvet megfejtették, már hieroglif és ékírásos dokumentumokban is felismerhetőek az ugariti elemek.

## Hangtana
Az ugariti írás 28 darab hangzót különít el, amelyek eredetileg mind mássalhangzók, illetve félhangzók voltak. Az idők során néhány magánhangzóval is kibővült a lista. A mássalhangzóírás miatt a nyelv fonetikája kevéssé ismert. A korábbi ékírásokban a fonetikus jelek szótagjelek, amelyek tájékoztatást adnak a kiejtendő magánhangzóról is. Az ugariti ábécébe csak mássalhangzóval kezdődő szótagjelek kerültek be, ahol minden mássalhangzót egy karakter jelöl kiejtési segédlet nélkül. A mt (= halál) szó lehetett mat, met, mot vagy mut ejtésű is.
|             |             | labialis | interdentalis | dentalis/alveolaris | dentalis/alveolaris | palatalis | velaris | uvularis | pharingealis | glottalis |
| normál      | nyomatékos  | labialis | interdentalis |                     |                     | palatalis | velaris | uvularis | pharingealis | glottalis |
| ----------- | ----------- | -------- | ------------- | ------------------- | ------------------- | --------- | ------- | -------- | ------------ | --------- |
| nasalis     | nasalis     | m        |               | n                   |                     |           |         |          |              |           |
| zárhang     | zöngétlen   | p        |               | t                   | tˤ                  |           | k       | q        |              | ʔ         |
| zárhang     | zöngés      | b        |               | d                   |                     |           | ɡ       |          |              |           |
| réshang     | zöngétlen   |          | θ             | s                   | sˤ                  | ʃ         | x       | x        | ħ            | h         |
| réshang     | zöngés      |          | ð             | z                   | ðˤ                  | ʒ         | ɣ       | ɣ        | ʕ            |           |
| trill       | trill       |          |               | r                   |                     |           |         |          |              |           |
| approximant | approximant |          |               | l                   |                     | j         | w       |          |              |           |

## Névmások
|                     | singularis | singularis | singularis | singularis | singularis | singularis | pluralis | pluralis | pluralis | pluralis | pluralis | pluralis |
|                     | én         | én         | te         | te         | ő          | ő          | mi       | mi       | ti       | ti       | ők       | ők       |
|                     | m          | f          | m          | f          | m          | f          | m        | f        | m        | f        | m        | f        |
| normál alanyeset    | ank / an   | ank / an   | at         | at         | hw         | hy         | –        | –        | –        | –        | hm       | hn       |
| rendhagyó alanyeset | –          | –          | –          | –          | hwt        | hyt        | –        | –        | –        | –        | –        | –        |

Mutató névmás: hnd.
Az igeragozás ismeri a befejezett és folyamatos igék megkülönböztetését. Különlegessége, hogy a cselekvést végző személy neme szerint is különálló, hím- és nőnemű igeragozás is van.